# Aydan Özoğuz

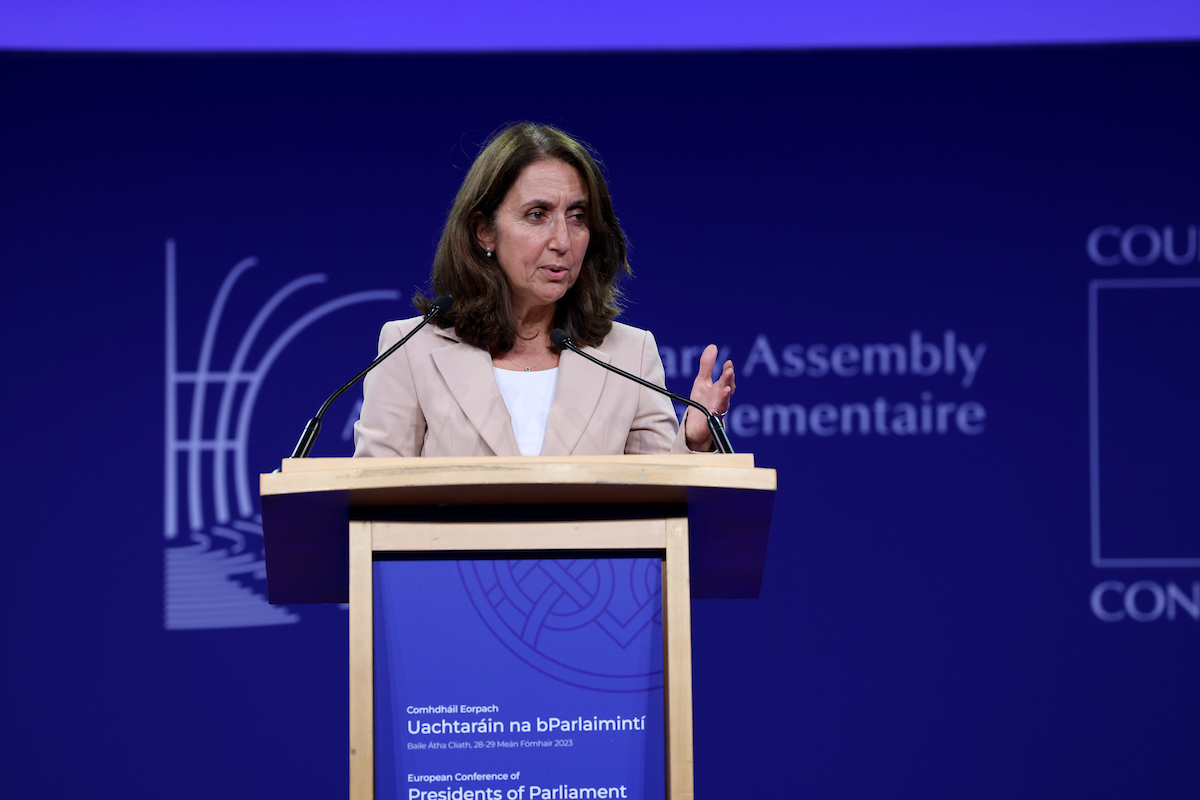
Aydan Özoğuz (2023)

Saliha Aydan Özoğuz (deutsche Aussprache: [ˈaɪ̯daːn ˈøːzoʊs]; * 31. Mai 1967 in Hamburg) ist eine deutsche Politikerin (SPD). Sie war von 2001 bis 2008 Mitglied der Hamburgischen Bürgerschaft und ist seit 2009 Mitglied des Deutschen Bundestages. Von 2013 bis 2018 war sie Beauftragte der Bundesregierung für Migration, Flüchtlinge und Integration. Von 2021 bis 2025 war sie Vizepräsidentin des Deutschen Bundestages und von 2011 bis 2017 eine der stellvertretenden Bundesvorsitzenden der SPD.

## Leben

### Herkunft, Studium und Beruf
Özoğuz’ Eltern zogen im Jahr 1961 von Istanbul nach Hamburg, um ein Importunternehmen für Haselnüsse zu gründen. Sie wuchs in Hamburg-Lokstedt auf und erlangte 1986 ihr Abitur am dortigen Gymnasium Corveystraße. Anschließend begann sie ein Studium der Anglistik, Spanisch und Personalwirtschaft an der Universität Hamburg, das sie im Jahr 1994 als Magistra Artium abschloss. Während ihrer Studienzeit war sie Mitglied der Türkischen Studentenvereinigung Hamburg und zwei Jahre lang deren Vorsitzende. Seit 1989 besitzt sie neben der türkischen auch die deutsche Staatsangehörigkeit. In den Jahren 1994 bis 2009 hat sie als wissenschaftliche Mitarbeiterin für die Körber-Stiftung deutsch-türkische Projekte betreut.

### Politische Ämter und Mandate

#### Hamburgische Bürgerschaft (2001–2008)
Auf Vorschlag des Landesvorsitzenden Olaf Scholz kandidierte sie bei der Bürgerschaftswahl 2001 als Parteilose auf Platz 5 der SPD-Landesliste und zog in die Hamburgische Bürgerschaft ein. In der 17. Wahlperiode war sie Mitglied im Schulausschuss und im Europaausschuss. Bei der Bürgerschaftswahl 2004 kandidierte sie als Parteilose auf Platz 4 der SPD-Landesliste und zog erneut in die Hamburgische Bürgerschaft ein. In der 18. Wahlperiode war sie Mitglied im Innenausschuss, im Familie-, Kinder- und Jugendausschuss, im Sozialausschuss und im Eingabenausschuss. Außerdem war sie migrationspolitische Sprecherin der SPD-Bürgerschaftsfraktion. 2004 trat sie der SPD bei. Bei der Bürgerschaftswahl 2008 kandidierte sie auf Platz 2 im Wahlkreis Rahlstedt. Sie verpasste jedoch den Wiedereinzug in die Hamburgische Bürgerschaft, weil Ole Thorben Buschhüter und Günter Frank mehr Stimmen erhielten als sie.

#### Bundestag (seit 2009)
Zur Bundestagswahl 2009 wurde sie am 14. Februar des Jahres von der Landesvertreterversammlung der SPD Hamburg auf Platz 2 der Landesliste gewählt. Sie gewann die Abstimmung gegen Sylvia Wowretzko mit 216 zu 102 Stimmen. Bei der Bundestagswahl 2009 zog sie in den Deutschen Bundestag ein. Da die SPD-Direktkandidaten nur drei der sechs Hamburger Wahlkreise gewannen, zog erstmals seit 1987 wieder ein Kandidat über die SPD-Landesliste in den Bundestag ein. Im Bundestag wurde sie Mitglied im Ausschuss für Familie, Senioren, Frauen und Jugend und in der Enquete-Kommission Internet und digitale Gesellschaft. Außerdem wurde sie stellvertretende Sprecherin der Fraktionsarbeitsgruppe Migration und Integration. Am 2. März 2010 ernannte die SPD-Bundestagsfraktion Özoğuz zur Integrationsbeauftragten der Fraktion. Im März 2011 riet sie in dieser Funktion den deutschen Muslimen, die von Innenminister Hans-Peter Friedrich einberufene Deutsche Islamkonferenz zu boykottieren, weil Friedrich diese zu einer „Sicherheits-Partnerschaft“ mit dem Staat gegen Islamisten erklärt hatte. Der Boykottaufruf stieß auf Unverständnis und Kritik in Teilen der CDU und der Türkisch-Islamischen Union der Anstalt für Religion.

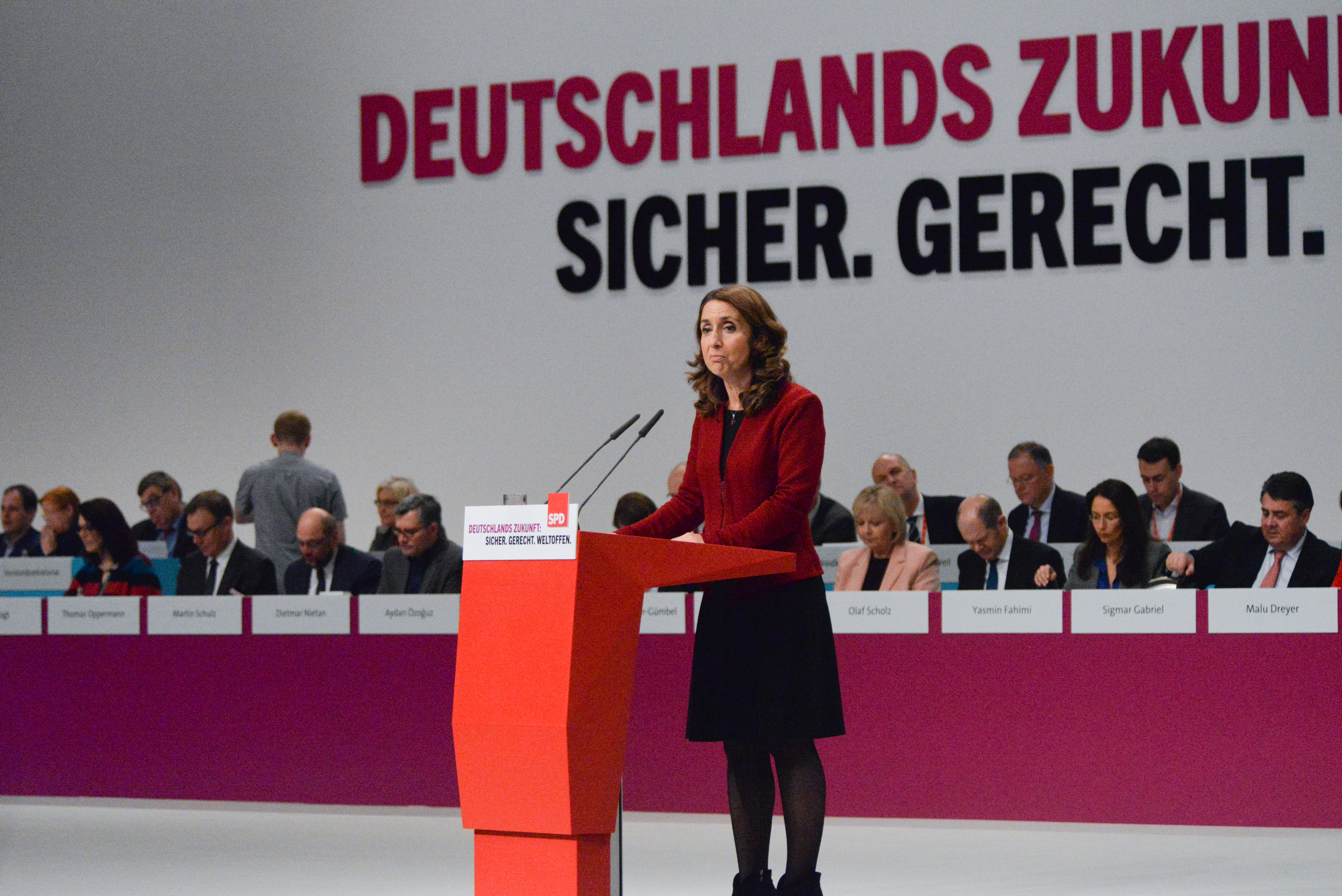
Aydan Özoğuz eröffnet als Stellvertretende Bundesvorsitzende den SPD-Bundesparteitag am 10. Dezember 2015 in Berlin

Von Dezember 2011 bis Dezember 2017 war sie eine der sechs stellvertretenden Bundesvorsitzenden der SPD. Sie war damit die erste türkischstämmige Frau in der Parteiführung der SPD. Von Juni 2013 bis April 2015 war sie Gründungsvorsitzende der Arbeitsgemeinschaft Migration und Vielfalt. Im Februar 2014 gehörte sie zu den Gründern des Arbeitskreises muslimischer Sozialdemokratinnen und Sozialdemokraten. Im Dezember 2023 wurde sie erneut in den SPD-Bundesvorstand gewählt, dem sie bis Juni 2025 angehörte.
Bei der Bundestagswahl 2013 führte sie die Hamburger Landesliste an und wurde mit 39,9 Prozent der Erststimmen im Wahlkreis Wandsbek als Direktkandidatin in den Bundestag gewählt. Nach der Bundestagswahl 2013 wurde sie im Kabinett Merkel III Nachfolgerin von Maria Böhmer als Beauftragte der Bundesregierung für Migration, Flüchtlinge und Integration im Rang einer Staatsministerin bei der Bundeskanzlerin.
Bei der Bundestagswahl 2017 führte sie wieder die Hamburger Landesliste an und wurde mit 34,6 Prozent der Erststimmen im Wahlkreis Wandsbek erneut als Direktkandidatin in den Bundestag gewählt. In den Koalitionsverhandlungen über die personelle Zusammensetzung des Kabinetts Merkel IV erhielt sie kein neues Amt. In der 19. Wahlperiode war sie Mitglied im Auswärtigen Ausschuss und im Ausschuss für Menschenrechte und humanitäre Hilfe. Außerdem war sie stellvertretende Sprecherin der Fraktionsarbeitsgruppe Migration und Integration und der Fraktionsarbeitsgruppe Menschenrechte und humanitäre Hilfe. Im März 2018 schied Özoğuz aus dem Amt der Integrationsbeauftragten des Bundes aus. Nach dem Rückzug von Johannes Kahrs aus der Politik wurde sie im Mai 2020 Sprecherin der Hamburger Landesgruppe der SPD.
Bei der Bundestagswahl 2021 führte sie erneut die Hamburger Landesliste an und wurde mit 38,7 Prozent der Erststimmen im Wahlkreis Wandsbek wieder als Direktkandidatin in den Bundestag gewählt. Am 26. Oktober 2021 wurde sie in der konstituierenden Sitzung des 20. Deutschen Bundestages zur Vizepräsidentin des Deutschen Bundestages gewählt. 544 Abgeordnete stimmten für sie, 127 gegen sie, 55 enthielten sich und eine Stimme war ungültig. In der 20. Wahlperiode ist sie Mitglied im Auswärtigen Ausschuss und Sprecherin der Hamburger Landesgruppe der SPD.
Bei der Bundestagswahl 2025 erhielt Özoğuz mit 32,3 Prozent die meisten Erststimmen im Wahlkreis Wandsbek und vertritt damit den Wahlkreis weiterhin im Bundestag. Im Mai 2025 wurde sie zur Vorsitzenden des Bundestagsausschusses für Sport und Ehrenamt gewählt.

### Positionen und Reaktionen darauf

#### Integration
Schwerpunkt von Özoğuz’ Arbeit ist die Integrationspolitik; dabei vertritt sie die Ansicht, Deutschland sei kein laizistischer Staat. Der damalige parlamentarische Staatssekretär der Finanzen Jens Spahn kritisierte, Özoğuz habe in ihrer Funktion zu oft Staatsgelder für Strukturen und Verbände ausgegeben, die auf Abschottung statt Integration setzen.

#### Abschiebungen
Özoğuz befürwortet Abschiebungen abgelehnter Asylbewerber sowie von Straftätern. Eine „glaubwürdige Asylpolitik“ sei nur möglich, wenn man gleichzeitig deutlich mache: „Wer sein Asylrecht verwirkt, wer hier straffällig wird oder auch gar keinen Asylgrund hat, der kann natürlich nicht in Deutschland bleiben“.

#### Völkermord an den Armeniern
Als der Bundestag im Juni 2016 mit der sogenannten Armenien-Resolution den Völkermord an den Armeniern anerkannte, kritisierte Özoğuz das geplante Votum im Vorfeld deutlich. Laut Özoğuz werde die Abstimmung geschichtliche Aufarbeitung zwischen der Türkei und Armenien verhindern. Özoğuz gab an, dass über ein vergangenes Geschehen in der Türkei „ohne vernünftige Aufarbeitung“ abgestimmt werde, und warf den Initiatoren der Armenien-Resolution politische Motive vor. Der Grünen-Politiker Cem Özdemir, Mitinitiator der Resolution, wies die Kritik Özoğuz’ zurück, da der Antrag die Aussöhnung unterstütze, „indem er unter anderem den Mut der türkischen Zivilgesellschaft ausdrücklich betont“. Weil Özoğuz bei der Abstimmung dann nicht gegen die Resolution stimmte, lud sie der Islamverband Ditib von einem gemeinsamen Fastenbrechen aus.

#### Kinderehen
Anfang November 2016 sprach sie sich gegen ein generelles Verbot von Kinderehen aus, da es junge Frauen im Einzelfall „ins soziale Abseits drängen“ könne: „Werden ihre Ehen aberkannt, verlieren sie unter anderem Unterhalts- und Erbansprüche, ihre Kinder wären unehelich, für viele würde das sogar eine Rückkehr in ihre Heimatländer unmöglich machen“. Diese Haltung stieß bei CDU und CSU auf Kritik.

#### Salafismus
Im November 2016 forderte sie anlässlich einer Großrazzia in mehreren Bundesländern gegen die zuvor vom Innenministerium verbotene salafistische Gruppierung „Die wahre Religion“ die Sicherheitsbehörden dazu auf, mit „Augenmaß“ zu handeln, damit es nicht heiße, man dringe willkürlich in Moscheen ein. Kritik kam von der damaligen CSU-Landesgruppenchefin Gerda Hasselfeldt, welche ihr „falsch verstandene Toleranz“ vorwarf, vom Chef der Deutschen Polizeigewerkschaft, Rainer Wendt, sowie von CDU-Generalsekretär Peter Tauber. Dieser meinte, anstatt den Sicherheitsbehörden für ihre Arbeit dankbar zu sein, trete Özoğuz diesen noch „vors Schienbein“. Özoğuz erklärte dazu, dass sie hohes Vertrauen in die Arbeit der Sicherheitsbehörden habe. Jeder erfolgreiche Schlag gegen radikale Salafisten sei wichtig und ein großer Erfolg im Kampf gegen religiösen Extremismus. Mit Razzien allein könne man aber die Radikalisierung junger Menschen nicht verhindern. Vielmehr sei dazu Präventionsarbeit erforderlich. Der Kampf gegen die Islamisten sei nur gemeinsam mit den Muslimen zu gewinnen. Ein Kommentator wies darauf hin, dass das Einfordern von Augenmaß üblicherweise nicht zu heftigen Ausbrüchen führt und – auch wenn das Bundesministerium des Innern die Frage der Verhältnismäßigkeit wohl geprüft habe – es anderen nicht verboten sei, nach ihr zu fragen.

#### „Leitbild zur Einwanderung“
Im Februar 2017 stellte Özoğuz ein von einer 39-köpfigen Kommission unter ihrem Vorsitz im Auftrag der Friedrich-Ebert-Stiftung entwickeltes „Leitbild zur Einwanderung“ vor. Ursprünglich hatte der Rat für Migration e. V. den Bundestag zur Erstellung eines solchen Leitbildes aufgefordert, dieser hatte jedoch nicht reagiert. In dem Papier wird unter anderem gefordert, Migration nicht als Bedrohung wahrzunehmen, sondern als politisch zu gestaltenden Prozess. Es beschreibt eine Gesellschaft, „die niemanden ausschließt und zum Wohle aller gestaltet werden kann“. Da persönliche und kollektive Identitäten sich immer wandelten, gebe es auch keine „für alle gültige deutsche Identität“ im Sinne einer sogenannten Leitkultur. Sandra Stalinski (tagesschau.de) zufolge besteht das Konzept hauptsächlich aus Allgemeinplätzen; der Integrationsforscher Friedrich Heckmann beurteilte es als „wenig hilfreich“. In dem Leitbild wird das kommunale Wahlrecht für Immigranten ohne deutsche Staatsbürgerschaft gefordert. Peter Beuth (CDU), Hans-Peter Uhl (CSU) und Frauke Petry (AfD) kritisierten insbesondere diesen Teil des Papiers, wobei Uhl den Vorschlag Einwanderern ohne deutsche Staatsbürgerschaft das Wahlrecht zu geben als verfassungswidrig bezeichnete.

#### „Deutsche Leitkultur“
Im Mai 2017 äußerte Özoğuz, die Forderungen nach einer „deutschen Leitkultur“ seien verfehlt, da die Vorschläge, diesen Begriff inhaltlich zu füllen, „zum Klischee des Deutschsein“ verkämen. Dies sei auch nicht verwunderlich, da „eine spezifisch deutsche Kultur […], jenseits der Sprache, schlicht nicht identifizierbar“ sei. Vielmehr hätten unterschiedliche regionale Kulturen und Einwanderung die kulturelle Geschichte Deutschlands geprägt. Die Globalisierung sowie die Pluralisierung von Lebenswelten führten „zu einer weiteren Vervielfältigung von Vielfalt“, die zwar „auch anstrengend“ sei, zugleich aber „die Stärke unserer Nation als eine offene Gesellschaft“ ausmache. Die Beschwörung einer Leitkultur hingegen grenze aus, statt Gemeinsamkeit zu schaffen. Als Gegenentwurf plädierte Özoğuz für die Verfassungsnormen des Grundgesetzes als Ordnungsrahmen des Zusammenlebens.
Den Hinweis auf die „nicht identifizierbare spezifisch deutsche Kultur“ kommentierte Alexander Gauland am 26. August 2017 auf einer Wahlkampfveranstaltung der AfD in Leinefelde-Worbis wie folgt:

„Das sagt eine Deutsch-Türkin. Ladet sie mal ins Eichsfeld ein und sagt ihr dann, was spezifisch deutsche Kultur ist. Danach kommt sie hier nie wieder her und wir werden sie dann auch, Gott sei Dank, in Anatolien entsorgen können.“

Ermittlungen gegen Gauland wegen Volksverhetzung im Anschluss an seine Äußerung wurden eingestellt, weil die Äußerungen nach Auffassung der Staatsanwaltschaft durch das Grundrecht der Meinungsfreiheit gedeckt waren, eine Straftat mithin nicht vorlag.

#### Antisemitismusvorwürfe während des Krieges in Israel und Gaza
2024 geriet Özoğuz wegen Vorwürfen des Antisemitismus im Kontext des Kriegs in Israel und Gaza in die Schlagzeilen. Im April wurde ihr vorgeworfen, in einer Kurzmitteilung auf X Täter-Opfer-Umkehr zu betreiben. Özoğuz schrieb: „Zu viele Kriege, zu viele Menschen gefährdet, Geiseln nicht befreit, Menschen in Hungerkatastrophe. Mache mir um alle Menschen Sorgen in #Ukraine #Israel #Gaza. Warum musste die Situation noch provoziert werden? Bombardierung der iran. Botschaft hat Nahost weiter gefährdet.“ Der Hintergrund war, dass bei einem israelischen Luftangriff auf ein Gebäude der iranischen Botschaft in Damaskus nach Angaben der iranischen Revolutionsgarden sieben ihrer Mitglieder getötet wurden. Nachdem Rücktrittsforderungen laut geworden waren, löschte Özoğuz ihren Tweet. Inhaltlich distanzierte sie sich jedoch nicht.
Im Oktober 2024 geriet Özoğuz erneut in die Kritik, nachdem sie einen Beitrag der linksgerichteten, antizionistischen Organisation Jewish Voice for Peace auf Instagram geteilt hatte. Auf einem Foto war ein Flammeninferno nach einem israelischen Luftangriff zu sehen mit dem Satz „This is Zionism“ („Das ist Zionismus“). Im Begleittext wurden den Israelis zudem Landdiebstahl, Apartheid, Kolonisation und Völkermord vorgeworfen. Kurz darauf löschte Özoğuz den Beitrag wieder. Bundestagspräsidentin Bärbel Bas (SPD) kritisierte sie für das Posting. Die Deutsch-Israelische Gesellschaft forderte ihren Rücktritt vom Amt der Bundestagsvizepräsidentin, sie habe eine rote Linie überschritten. Israels Botschafter in Deutschland, Ron Prosor, warf Özoğuz vor, indirekt das Existenzrecht Israels in Frage zu stellen. Der Präsident des Zentralrats der Juden, Josef Schuster, sagte, es würden mit dem Beitrag antizionistische Narrative bedient, die 2023 zu den „schlimmsten israel- und judenfeindlichen Ausschreitungen“ in Deutschland geführt hätten. Auch Unions-Politiker forderten ihren Rücktritt, unter anderem CSU-Generalsekretär Martin Huber, der schrieb, dass „Antisemiten“ nicht in Parlamente gehörten. Özoğuz entschuldigte sich vor dem Ältestenrat des Bundestags damit, sie hätte nicht erkannt, dass „Gefühle […] verletzt wurden, die für ein friedliches Zusammenleben einstehen“. Die Unionsfraktion nahm die Erklärung „zur Kenntnis“, blieb aber bei ihrer Rücktrittsforderung. Jens Spahn forderte ihren Rücktritt mit der Begründung, es sei eine Schande, dass der Bundestag zum ersten Mal seit Hermann Göring tage und darin jemand gegen Israel und gegen Juden präsidiere.

### Privates
Özoğuz heiratete 2002 den späteren Hamburger Innensenator Michael Neumann (SPD). Gemeinsam haben sie eine Tochter. Im Januar 2017 gab das Paar seine Trennung bekannt. Sie ist Muslima. Ihre Brüder Yavuz und Gürhan Özoğuz sind Betreiber des islamistischen Internetportals Muslim-Markt, das vom Bundesverfassungsschutz beobachtet wurde und vom niedersächsischen Verfassungsschutz beobachtet wird. Von dessen Inhalten hat sie sich mehrfach distanziert. Zwei ihrer Cousins gründeten die Ska-Punk-Band Athena.